# La gazza ladra
La gazza ladra (um dos nomes em italiano da ave pega-rabuda) é uma ópera semisséria (melodramma) em dois atos do compositor italiano Gioachino Rossini. Seu libreto, de autoria de Giovanni Gherardini, foi baseado em La pie voleuse, de JMT Badouin d'Aubigny e Louis-Charles Caigniez. A obra é célebre por sua abertura, e se destaca pelo uso das caixas.
Rossini era célebre, à época, pela velocidade com que compunha suas obras, e esta não foi exceção; supostamente o seu produtor teria sido obrigado a trancar Rossini num quarto, às vésperas da primeira performance, para que ele concluísse a abertura. Rossini então passava pela janela cada folha da obra aos seus copistas, que escreviam o resto das partes orquestrais.

## História
Foi encenada pela primeira vez em 13 de maio de 1817, no Teatro alla Scala, de Milão. A ópera foi revisada por Rossini para performances posteriores em Pesaro, em 1818, no Teatro del Fondo (Nápoles), em 1819, e no Teatro di San Carlo (Nápoles) em 1820. O próprio Rossini revisou a obra para sua execução em Paris, em 1866.
Riccardo Zandonai fez sua própria versão da ópera para uma performance em Pesaro, em 1941. Alberto Zedda editou o trabalho original de Rossini para uma publicação da Fondazione Rossini em 1979.